# إيست روتشستر (نيويورك)
إيست روتشستر (بالإنجليزية: East Rochester, New York) هي بلدة أمريكية تقع في الولايات المتحدة في نيويورك (ولاية). يقدر عدد سكانها بـ 6,587 نسمة .